# Прва лига Црне Горе у фудбалу 2018/19.
Прва лига Црне Горе у сезони 2018/19. је тринаесто такмичење организовано од стране фудбалског савеза Црне Горе од оснивања 2006. и то је први степен такмичења у Црној Гори.
Прошле сезоне из Прве лиге Црне Горе су испала два клуба и то: Ком који је избачен након баражних утакмица и Дечић, у Прву лигу Црне Горе су ушли следећи клубови: Ловћен и Морнар, ове сезоне ФК Младост из Подгорице носиће назив ОФК Титоград. ОФK Петровац након баражних утакмица остаје у Првој лиги Црне Горе.

## Систем такмичења
У такмичењу учествује 10 клубова, игра се четворокружним системом, свако са сваким кући и на страни по двапут. На крају сезоне, побједник Прве лиге учесвује у квалификацијама за Лигу шампиона за сезону 2018/19, које почиње од 1 кола, док ће другопласирана и трећепласирана екипа, као и побједник Купа играти у квалификацијама за Уефа лигу Европе од 1 кола. На крају сезоне из лиге испада последњепласирана екипа, док ће осмопласирана и деветопласирана екипа на крају сезоне играти у плеј офу за опстанак са другопласираном и трећепласираном екипом из Друге лиге на крају сезоне 2018/19.

## Промене у саставу лиге
| На почетку сезоне 2018/19. из Друге лиге Црне Горе су се у Прву лигу пласирали: - Морнар из Бара (првопласирани тим Друге лиге) - Ловћен из Цетиња (победнички тим у баражу над екипом Ком) Два тима у претходној сезони су испала у Другу лигу Црне Горе и то су: - Ком из Подгорице (поражени тим у баражу од екипе Ловћен) - Дечић из Тузи (последњепласирани тим Прве лиге) |

## Клубови у сезони 2018/19.
| Клуб         | Мјесто      | Стадион                 | Капацитет | Тренер              |
| ------------ | ----------- | ----------------------- | --------- | ------------------- |
| ФК Будућност | Подгорица   | Стадион под Горицом     | 15.230    | Бранко Брновић      |
| ФК Грбаљ     | Радановићи  | Стадион Доња Сутвара    | 1.500     | Веселин Стешевић    |
| ФК Зета      | Голубовци   | Стадион Трешњица        | 5.000     | Драгољуб Ђуретић    |
| ФК Искра     | Даниловград | Стадион браће Велашевић | 2.000     | Александар Недовић  |
| ФК Ловћен    | Цетиње      | Стадион Обилића пољана  | 5.000     | Љубинко Радовановић |
| ФК Морнар    | Бар         | СРЦ Тополица            | 2.500     | Јосип Јосиповић     |
| ОФК Петровац | Петровац    | Стадион под Малим брдом | 1.630     | Љубинко Вујошевић   |
| ФК Рудар     | Пљевља      | Стадион под Голубињом   | 10.000    | Ненад Вукчевић      |
| ФК Сутјеска  | Никшић      | Стадион крај Бистрице   | 6.180     | Никола Ракојевић    |
| ОФК Титоград | Подгорица   | Стадион ФК Младост      | 2.000     | Петер Пацулт        |

## Резултати
Играло се по четворокружном бод систему. Свака екипа са свком 4 пута, укупно 36 кола.

## Табела
| М  | Екипа        | Одиг. | Поб. | Нер. | Пор. | ДГ | ПГ | ГР  | Бод. |
| -- | ------------ | ----- | ---- | ---- | ---- | -- | -- | --- | ---- |
| 1  | ФК Сутјеска  | 36    | 21   | 11   | 4    | 58 | 21 | +37 | 74   |
| 2  | ФК Будућност | 36    | 17   | 14   | 5    | 56 | 25 | +31 | 65   |
| 3  | Зета         | 36    | 16   | 13   | 7    | 36 | 21 | +15 | 61   |
| 4  | ОФК Титоград | 36    | 16   | 9    | 11   | 47 | 41 | +6  | 57   |
| 5  | ФК Искра     | 36    | 13   | 11   | 12   | 46 | 39 | +7  | 50   |
| 6  | ФК Грбаљ     | 36    | 11   | 15   | 10   | 45 | 36 | +9  | 48   |
| 7  | ОФК Петровац | 36    | 13   | 8    | 15   | 40 | 45 | -5  | 47   |
| 8  | ФК Рудар     | 36    | 8    | 17   | 11   | 35 | 44 | -9  | 41   |
| 9  | ФК Ловћен    | 36    | 5    | 11   | 20   | 29 | 65 | -36 | 26   |
| 10 | ФК Морнар    | 36    | 1    | 9    | 26   | 17 | 72 | -55 | 12   |

Легенда:
| Првак Прве лиге Црне Горе |
| ------------------------- |
| ФК Сутјеска 4. титула     |